# Tossal del Cap
Plantilla:Infotaula indre
El Tossal del Cap, és un cim de 975,4 metres d'altitud situat en el terme municipal de la Pobla de Segur, al Pallars Jussà. És a prop de l'extrem est del terme, prop de Collegats i de l'antic terme de Gramuntill, del qual formava part.
És un dels Rocs de Queralt, que fan de dosser septentrional a la vall de la Noguera Ribagorçana just en deixar aquest riu l'estret de Collegats, el més oriental, ja a prop d'on es troben les restes del monestir de Sant Pere de les Maleses.
És el límit de ponent del Parc Territorial Collegat-Terradets.